# Fright Night (película de 1985)
Fright Night (Noche del espanto en Hispanoamérica, Noche de miedo en España) es una película estadounidense de terror-comedia de 1985, dirigida por Tom Holland. Esta obra de terror está considerada como una película de culto.

## Argumento
Charley Brewster (William Ragsdale) es un adolescente aficionado a las películas de terror. Una noche desde la ventana de su dormitorio ve a su nuevo vecino Jerry Dandridge (Chris Sarandon) que acaba de mudarse y que trae consigo un ataúd. Después lo ve mordiendo el cuello de una chica adolescente. Charley se lo cuenta a su madre (Dorothy Fielding) pero ella no le cree, y entonces decide contárselo a "Evil" Ed Thompson (Stephen Geoffreys) y a su novia Amy Peterson (Amanda Bearse), pero tampoco le creen. Jerry se da cuenta de que Charley conoce su secreto de que es un vampiro e intenta  asesinarlo, pero Charley logra escapar y pide ayuda al actor de películas de vampiros y ahora conductor de un programa de televisión, Peter Vincent (Roddy McDowall), pero resulta que éste no es lo que Charley esperaba.
El nombre de Peter Vincent resulta de la unión de dos de los más famosos actores del cine de pánico y escalofríos: Peter Cushing y Vincent Price. Fright Night tuvo una sofisticada continuación dirigida por el notable realizador Tommy Lee Wallace.

## Reparto
| Actor             | Personaje                                         |
| ----------------- | ------------------------------------------------- |
| William Ragsdale  | Charley Brewster                                  |
| Chris Sarandon    | Jerry Dandrige (vampiro)                          |
| Amanda Bearse     | Amy Peterson (novia de Charley/mujer vampiro)     |
| Roddy McDowall    | Peter Vincent                                     |
| Stephen Geoffreys | "Evil" Ed Thompson (amigo de Charley/hombre lobo) |
| Jonathan Stark    | Billy Cole (espectro)                             |
| Dorothy Fielding  | Judy Brewster                                     |
| Art Evans         | Detective Lennox                                  |

## Remakes
En la India, la industria de Bollywood rehízo la película en hindi bajo el título Wohi Bhayank Raat (1989).[cita requerida]
En Hong Kong, la película se rehízo bajo el título Kai xin gui jing ling (1986).
En 2011 se estrenó un remake de mismo título, Fright Night.